# Comité olympique d'Oman
Le Comité olympique d'Oman (en arabe : عمان اللجنة الأولمبية)  est le comité national olympique d’Oman fondé en 1982. Il représente le pays au Comité International Olympique (CIO) depuis 1982 et membre du Conseil olympique d'Asie.
La CNO est également membre de l'UANOC qui organise les Jeux panarabes.
Son objectif est de s'occuper de l'organisation et du renforcement du sport à Oman et, en particulier, de la préparation des athlètes omanais, pour leur permettre de participer aux compétitions internationales.
L'actuel président du comité est Ali Masoud Al-Sunaidy.